# (1145) Robelmonte
(1145) Robelmonte ist ein Asteroid des Hauptgürtels, der am 3. Februar 1929 vom belgischen Astronomen Eugène Joseph Delporte in Ukkel entdeckt wurde. 
Benannt ist der Asteroid nach Robelmont in Luxemburg, dem Geburtsort von Sylvain Arend. Die Namen der Asteroiden (1127) und (1145) wurden versehentlich vertauscht.